# Teising
Teising là một đô thị thuộc huyện Altötting bang Bayern nước Đức.